# Cendras
Cendras település Franciaországban, Gard megyében. Lakosainak száma 1612 fő (2022. január 1.). Cendras Alès, Saint-Jean-du-Pin, Saint-Martin-de-Valgalgues, Saint-Paul-la-Coste, Les Salles-du-Gardon és Soustelle községekkel határos.

## Népesség
A település népességének változása:
| Lakosok száma | 2781 | 2140 | 2022 | 1902 | 1913 | 1856 | 1841 | 1715 | 1652 | 1612 |
|               | 1968 | 1982 | 1990 | 2006 | 2013 | 2015 | 2017 | 2019 | 2020 | 2022 |